# Les Deux Alpes (ośrodek narciarski)
Les Deux Alpes – francuski ośrodek narciarski położony w regionie Owernia-Rodan-Alpy, w departamencie Isère, w Alpach Delfinackich. Leży na wysokości od 1300 do 3520 m n.p.m. Najbliżej położoną miejscowością jest oddalone o 71 km na północny zachód Grenoble.
Znajdują się tu 102 trasy o łącznej długości 227 km oraz jeden snowpark. Trasy są obsługiwane przez 51 wyciągów oraz 214 armatek śnieżnych.

## Galeria

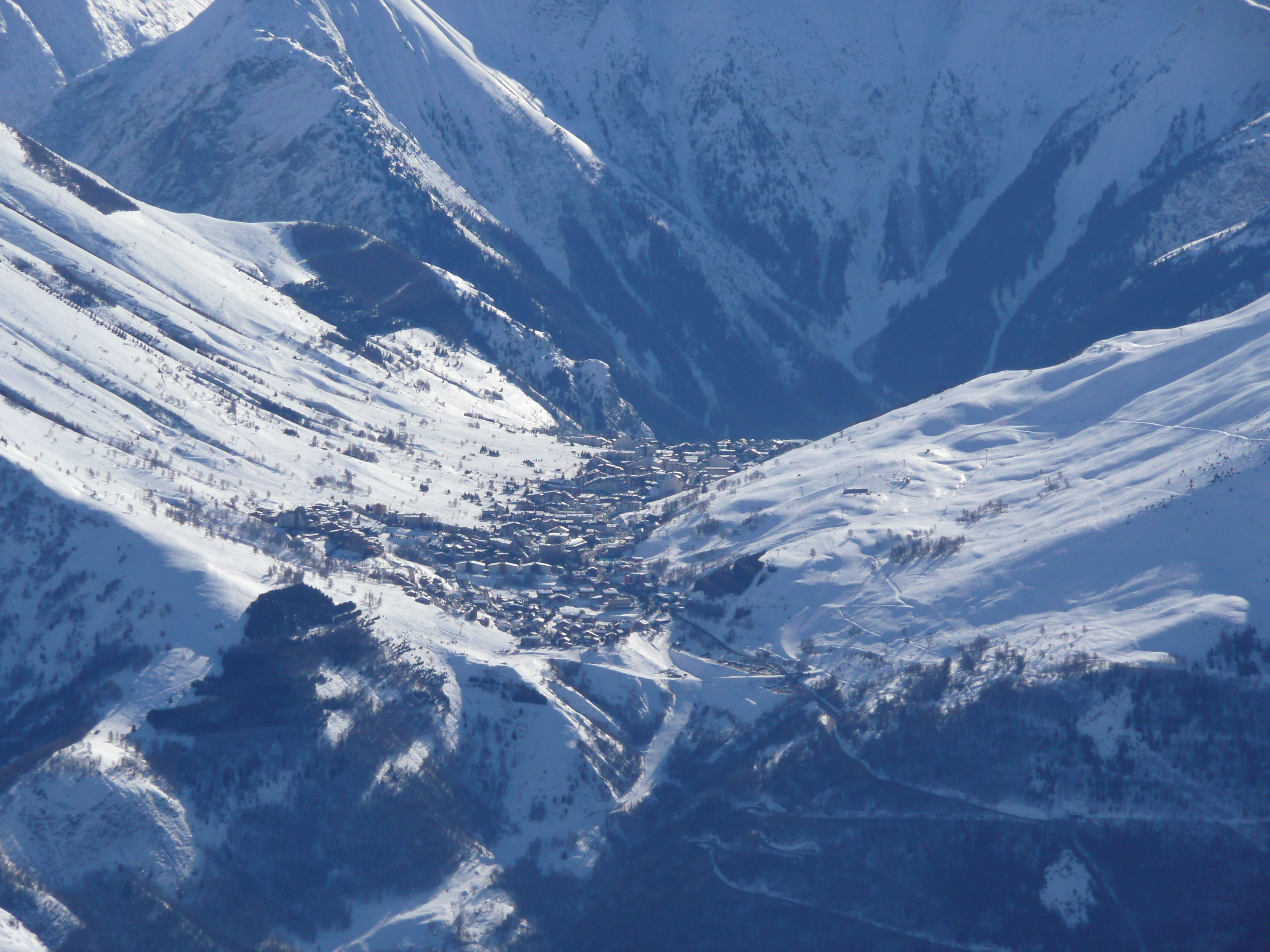
Les Deux Alpes
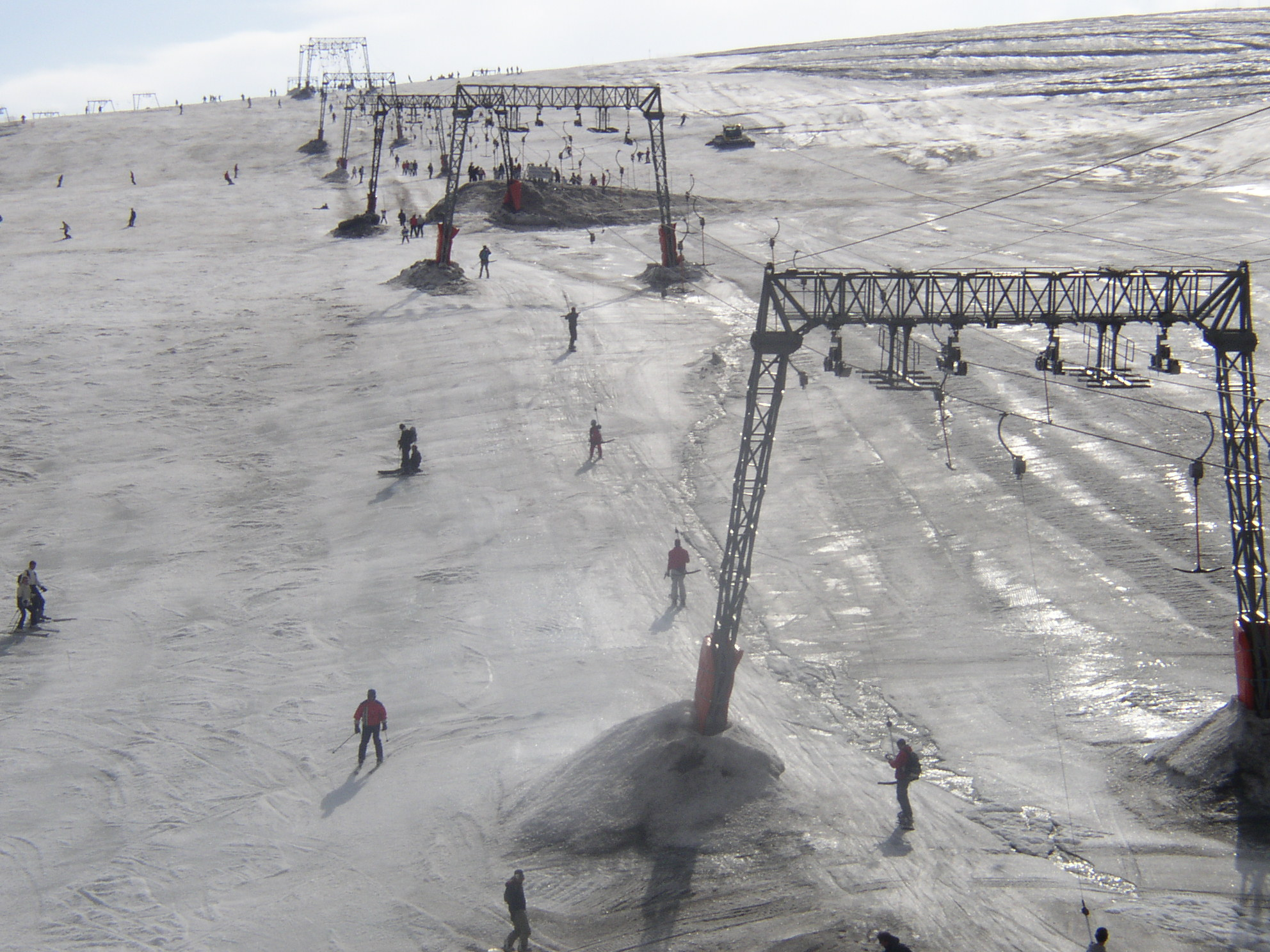
Jeden z wyciągów
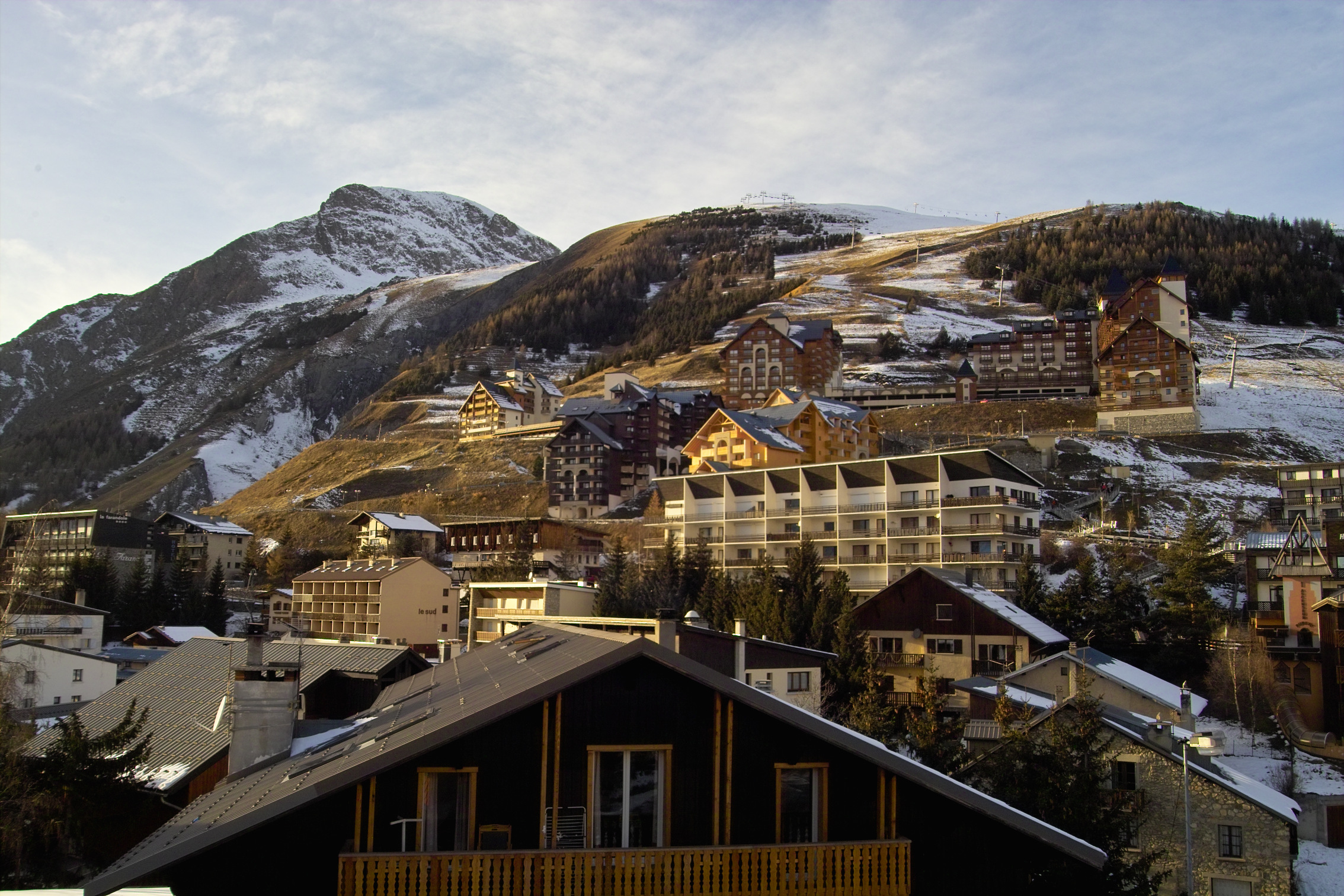
Les Deux Alpes